# Konskribní lístek
Konskribní lístky nebo archy konskripce jsou dokumenty a soupisy obyvatel.

## Soupisy
V 18. století byly zavedeno sčítání lidu. Tyto soupisy (konskripce) obyvatel a jejich majetku byly zaznamenány na zvláštních listech, různě nazývaných např. archy, ale od pravidelnějšího opakování měly již trvalý název konskribní lístky a vyplňovaly se na tištěný jednotný formulář. Konskribní (soupisný) lístek obsahuje: jméno, příjmení, datum narození, stav, náboženství, seznam osob žijících ve stejném domě, příslušnost (okres, kraj, země) a zvířata (koně, mezci, voli, osli). Při pozdějších soupisech se jednotlivé kolonky různě upravovaly. Na těchto konskribních lístcích je řada údajů, které můžeme v genealogii využít.
Další soupisové listiny měly velmi podobný název archy nebo listy konskripce, ale měly zcela jiný účel – soupis mladíků dospívajících do věku pro začátek branné povinnosti. Pokud je k nim přístup, mohou posloužit i jako pomůcka při přetržené rodové linii, většinou se odvedenec ožení a usídlí na zcela jiném místě a není snadné jej objevit.
Za první sčítání se považuje to z roku 1754, při dalším sčítání v roce 1770 se sčítal i dobytek a domy. První sčítání za Československo bylo uskutečněno v roce 1921 a bylo ze všech sčítání nejúplnější. Tyto listiny jsou archivovány ve státních oblastních archivech, ale kopie mohou být i v některých matrikách nebo v rodinách.
První soupisy prováděli vojáci. Velmi důležité pro badatelskou práci bylo pokrokové nařízení, že každý dům dostal popisné číslo v letech 1770–1771. Čísla domů se pak začala používat v důležitých dokumentech na matrikách a úřadech.

## Přečíslování domů
Při sčítání v roce 1805 bylo nařízeno přečíslování domů ve velkých městech, ale bylo provedeno i v některých jiných městech a obcích. Proto při bádaní je nutné si ověřit, jestli nedošlo k přečíslování domů ve sledovaném období.

## Ověřování údajů
Problémem těchto soupisů je, že na některých nejsou uvedena rodná příjmení žen. Zejména proto je nutné je považovat jen za podpůrné dokumenty a údaje by měly být ověřeny dalším dokladem. Jsou však velmi užitečnou pomůckou, zejména pokud jsme ztratili pokračování stopy, nebo nám chybí předchozí údaje.

## Požár archivu
Přestože v Praze konskripce, vedená od roku 1770 a uložená v archivu na Staroměstské radnici, pravděpodobně podlehla po dělostřelecké palbě požáru dne 8. května 1945, dochovaly se doklady od roku 1869. Ale je možné, že mnoho dokumentů před rokem 1869 může být nalezeno na matrikách, archivech nebo půdách.

## Ochrana osobních údajů
Podle zákonů v České republice o ochraně osobních údajů a o státní statistické službě lze údaje použít pouze ke statistickým účelům. Všechny osoby, které sběrají a zpracovávají údaje, jsou vázány mlčenlivostí, která trvá i po skončení sčítání a je časově neomezená. Originální formuláře, stejně jako neanonymizovaná data na technických nosičích, musí být zničena. To se však týká až novodobých údajů, podle zkušeností některých genealogů-amatérů se v archiváliích rodin nachází řada těchto dokladů, pořízených jako kopie při sčítání lidu. Jen je třeba po nich pátrat. Např. konskribní lístky pořízené v Praze-Košířích r. 1891, byly doplňovány o všechny změny při dalších soupisech až do roku 1905. Všechny změny jsou ověřeny obecním úřadem s podpisem a razítkem.